# Kute (Kupres, BiH)
Kute su naseljeno mjesto u općini Kupres, Federacija Bosne i Hercegovine, BiH.

## Stanovništvo

### 1991.
Nacionalni sastav stanovništva 1991. godine, bio je sljedeći:
ukupno: 152
- Muslimani - 142
- Hrvati - 10

### 2013.
Nacionalni sastav stanovništva 2013. godine, bio je sljedeći:
ukupno: 51
- Bošnjaci - 51

## Vanjske poveznice
- maplandia.com: Kute